# 晏孺子
晏孺子（？—前489年），姜姓，名荼，又称安孺子，魯哀公六年（前489年）齊景公病重，命國惠子、高昭子立少子公子荼為太子，逐群公子，遷之東萊。不久田乞（陳乞）發動宮廷政變，将晏孺子安置於駘，随后将其弒殺，逐晏孺子的母亲芮子，與諸大夫另立年齡較長的公子陽生為新君。晏孺子在位僅十個月而亡。